# Eva Háková
Eva Háková (* 8. července 1969, Karlovy Vary), rozená Burešová, provdaná Jetmarová, je bývalá česká reprezentantka v biatlonu.

## Sportovní kariéra
Začínala jako běžkyně na lyžích ve Slovanu Karlovy Vary v TSM Jana Nováka. Od roku 1984 studovala na sportovním gymnáziu ve Vimperku a trénovala v SVS-M Zadov pod vedením Stanislava Frühaufa. V maturitním roce 1987 se dostala do juniorské reprezentace v běhu na lyžích, odešla do centrálního střediska v Jablonci nad Nisou, kde v roce 1988 přešla k biatlonu. Již v roce 1989 byla členkou české štafety (Burešová, Novotná, Adamičková), která vybojovala bronzovou medaili na MS ve Feistritz.
V roce 1990 se jí narodila dcera Veronika a od té doby závodila pod jménem Háková. V roce 1992 získala bronz v závodě družstev v ruském Novosibirsku, v r. 1993 se stala mistryní světa ve štafetovém závodě v bulharském Borovci a v roce 1996 mistryní Evropy v italském Ridnau ve sprintu na 7,5 km. Třikrát stanula na stupních vítězů ve Světovém poháru a v roce 1992–1993 byla určitou dobu vedoucí závodnicí SP.
Byla účastnicí třech olympijských her – 1994 Lillehammer (Norsko), 1998 Nagano (Japonsko) a 2002 Salt Lake City (USA). Nejlepšími umístěními na OH v individuálních závodech bylo 9. místo ve sprintu v Lillehammeru a 6. místo ve štafetovém závodu v japonském Naganu.
Svou sportovní kariéru ukončila na OH v roce 2002 v Salt Lake City,

## Osobní život
Reprezentantem v biatlonu byl rovněž její bývalý manžel Zdeněk Hák, s nímž má tři děti: Veroniku Hákovou (* 1990), Petra Háka (* 2003) a Valentýnu Hákovou (* 2005).
S nynějším manželem Tomášem Jetmarem žije na Mrklově v Krkonoších. Po skončení sportovní kariéry se věnuje relaxačním masážím.

## Úspěchy ve světových závodech

### Mistrovství světa
- 1989 Feistritz: bronzová medaile štafeta
- 1992 Novosibirsk: bronzová medaile závod družstev
- 1993 Borovec: zlatá medaile štafeta

### Mistrovství Evropy
- 1996 Ridnau: zlatá medaile sprint
- 2000 Kościelisko: stříbrná medaile štafeta

### Zimní olympijské hry
- Lillehammer 1994: 7. místo ve štafetě, 9. místo ve sprint 7,5 km, 35. místo ve vytrvalostním závodě
- Nagano 1998: 6. místo ve štafetě, 25. místo ve sprintu 7,5 km, 53. místo ve vytrvalostním závodě
- Salt Lake City 2002: 8. místo ve štafetě, 23. místo ve stíhacím závodě, 34. místo ve sprintu, 35. místo ve vytrvalostním závodě

### Světový pohár
Eva Háková startovala celkem 145× na Světovém poháru. V jednotlivcích získala 1 stříbrnou a 1 bronzovou medaili, ve štafetě 2× zlatou medaili.
- 1992 Pokljuka: stříbrná medaile vytrvalostní závod 15 km
- 1992 Ridnau: bronzová medaile vytrvalostní závod 15 km